# Independencia, Paraguay
Independencia este un oraș din departamentul Guairá, Paraguay.